# Erlikosaurus andrewsi
Erlikosaurus è un genere estinto di dinosauro teropode therizinosauride, il genere comprende una singola specie E. andrewsi scoperto negli anni '80 del secolo scorso in Mongolia, in strati del Cretaceo superiore della formazione di Bayan Shireh, risalenti a circa novanta milioni di anni fa.
Appartenente al gruppo dei Segnosauridi o Terizinosauridi, come tutti i rappresentanti della famiglia, questo animale è rimasto a lungo enigmatico. Ha un corpo particolarmente robusto,  cranio piccolo e dotato di becco e denti deboli e gli arti anteriori armati di formidabili artigli,  rispetto agli altri membri del suo gruppo era piuttosto piccolo (4 metri).

## Etimologia
La specie tipo, E. andrewsi, fu descritta da Altangerel Perle nel 1980. Il nome deriva da quello del demone Erlik della mitologia mongola e dal nome del paleontologo  Roy Chapman Andrews. A quel tempo era l'unico terizinosauro (allora chiamato segnosauro) per il quale fosse stato ritrovato il cranio e questo servì a chiarire l'anatomia di questo gruppo poco noto di dinosauri.